# La Farga
La Farga, anteriormente conocida como La Farga Group y La Farga Lacambra, es una empresa metalúrgica que fabrica y comercializa semielaborados de cobre y sus aleaciones para los mercados eléctricos, de envases metálicos, ferroviario, de tuberías, de automoción, de macizos y conductores especiales.    
Dispone de cuatro plantas productivas, tres de ellas en les Masies de Voltregà y una cuarta, SDI La Farga, en Estados Unidos. Además, cuenta con dos centros de distribución de tuberías de cobre, uno en Francia (La Farga Tub France) y otro en Inglaterra (La Farga Limited).

## Historia
Fundada en 1808 por Francisco Lacambra Terradellas (1760-1824), creando una pequeña fundición de cobre en el barrio de La Barceloneta. Se fabricaban objetos de cobre y de bronce, como por ejemplo llaves, ollas, campanas, cañones y otros productos para la marina de vela catalana.  
Al final de la década de 1830, uno de los hijos del fundador, Francisco Lacambra Pont , aprovecha la situación estratégica de la fundición al lado del puerto de Barcelona para iniciarse en el comercio al mayor de metales y de reciclados. En el año 1844 la empresa se convierte en uno de los principales proveedores de cobre de la Casa de la Moneda de Barcelona. Esta actividad hace que la empresa acumule capital para nuevos proyectos industriales. 
En 1850 su sede se traslada a Las Masías de Voltregá. Francisco Lacambra Pont hace construir una fragua de cobre al lado del río Ter para aprovechar la energía hidráulica, en un antiguo molino situado en Les Masies de Voltregà, el molino de Ordeig. Se fabrican planchas de cobre para forrar la parte sumergida del buque de los barcos de madera que iban a las colonias americanas, y de esa manera, combatir la carcoma marina. En el 1859, al lado de la fragua de cobre se construye una fábrica equipada con una turbina, que se alquila a Joan Esteve Vilar, fabricante de hilados de algodón.  
A mediados de la década del 1860 trabajan en estas dos industrias unas 250 personas. En el año 1870 muere Francisco Lacambra Pont. Sus hijos Ferran y Joan Lacambra Pujadas continúan con la empresa con el nombre de “Hijos de Francisco Lacambra”. Durante el último tercio del siglo XIX la demanda de planchas de cobre para forrar barcos disminuye año tras año. La empresa busca nuevos mercados, se reestructura y se dedica a la fabricación de planchas para alambiques y para calderas de las máquinas de vapor y de las locomotoras de los ferrocarriles. También se hacen aleaciones, sobre todo de latón, a partir de la chatarra de cobre. En el año 1885, la boda de los primos Lacambra, José y Esperanza, refuerza la empresa familiar y garantiza la continuidad. La Farga recibe un premio de la Exposición Universal del 1888 y afronta con éxito la conquista del mercado español. Durante la primera década del siglo XX, bajo la dirección de José Lacambra Pujadas, la empresa renueva la maquinaria a fondo. En el año 1913 se inicia la fabricación de pastillas para la industria ferroviaria. Las pastillas también sirven como semielaborado para fabricar cable eléctrico. La empresa “Hijos de Francisco Lacambra” se convierte en una empresa metalúrgica moderna, una de las más grandes en España y líder en laminados de cobre en Cataluña. 

### sigloXX
Entre los años 1915 y 1918, en plena guerra mundial, la empresa tiene buenos resultados económicos y la familia Lacambra hace construir una torre al lado de La Farga así como viviendas para los trabajadores. En el año 1921 Francisco Lacambra Lacambra, hijo de José Lacambra Saborit, hereda la empresa. Durante su gestión, compra la empresa de hilo eléctrico de Joan Cinca, fundada en Barcelona a principios del siglo XX, y la empresa Talleres Españoles de Calderería, que tiene fábricas en Barcelona y Zaragoza.
En el año 1927 Alfonso XIII visita La Farga y concede el título de conde a Francisco Lacambra Lacambra, primer conde de Lacambra, que murió en el año 1933. Durante la guerra civil se colectiviza la empresa y la producción se orienta hacia finalidades militares. Acabada la guerra la empresa vuelve a manos de la familia Lacambra. Primero bajo la gestión de Ramón Estany, hermano de la condesa viuda y hombre de confianza de la familia. Después, toma la dirección el heredero, Francisco José Lacambra Estany.
En la década de los años cuarenta los productos eléctricos toman cada vez más importancia. La Farga Lacambra es la única colonia metalúrgica de Cataluña que tiene todos los rasgos que definen esta institución emblemática de la industrialización: separación de un núcleo urbano, viviendas para los trabajadores, iglesia, economato, teatro y cine, hostal y torre para los amos. Un terrible aguacero provocado por el Ter en el año 1940 inunda la fábrica y origina grandes destrozos.
Durante la década de los 1960 la colonia se amplía con nuevas viviendas y nuevos servicios y llega a tener una población de unas quinientas personas. La colonia tuvo habitantes hasta principios de la década de los 1990. Durante muchos años, el equipo de fútbol de La Farga Lacambra y su campo de hierba fueron una referencia deportiva de la comarca. La instalación en la fábrica de un tren de laminado de barras de cobre (wire bars) para mejorar la producción de hilo de máquina (alambrón), en el año 1952, sustituye el sistema de laminado manual montado en el año 1940 y aumenta la productividad de la empresa. En el año 1976 se amplía el tren de laminado con un sistema semiautomático para satisfacer mejor los requerimientos del mercado industrial. Una mala posición de la empresa en el mercado y dificultades financieras provocan una crisis profunda. En éste contexto, los socios de un bufete de abogados hacen gestiones con los principales clientes acreedores para conocer las posibilidades reales de continuidad de la empresa.
El 17 de octubre de 1980 se constituye una nueva entidad, La Farga Lacambra, S.A., y el 15 de febrero de 1982 empiezan a venderse los productos de Francisco Lacambra con el nombre de La Farga Lacambra, S.A. La familia Lacambra deja de ser la propietaria de la empresa el 31 de diciembre de 1984. La Farga Lacambra es la primera fábrica del mundo que consigue poner en funcionamiento un sistema de colada continua para producir semielaborados de cobre a partir del reciclaje de chatarra de cobre, en el año 1986. Con este sistema se produce alambrón térmico para colada continua y se patenta el proceso industrial. En el año 1988 la tecnología asociada a la patente se vende a diferentes países, a través de una joint venture con la compañía italiana Continuus Properzi, SpA.
A partir de 1990 se inicia una etapa de inversiones industriales que aceleran el crecimiento de la empresa. En el 1992 se culmina la entrada en funcionamiento de tres nuevas líneas de producción: alambrón, trefilería y tubos. La empresa se introduce en el mercado de hilo de soldadura para envases metálicos. En el año 1998 se agrega una rama de la actividad de la empresa para crear una nueva sociedad y fabricar tubos de cobre, Tertub. Se constituye al 50% una joint venture entre las empresas La Farga Lacambra y Delta, una compañía británica.

### sigloXXI
En el año 2000 se patenta el proceso Cosmelt, un sistema continúo de fundición, de afinamiento y de colada para producir alambrón a partir de chatarra de cobre. En el año 2001 la empresa pasa a ser propiedad de las familias Fisas-Guixà.
En el año 2004 se renueva y se amplía el parque de maquinaria para la producción de alambrón y para la sección de trefilería. Con el nombre de La Farga Group (LFG), el año 2006 se crea una nueva entidad empresarial que engloba La Farga Lacambra (LFL) y la fábrica de tubos de cobre, que a partir de ahora se llama La Farga Tub (LFT). La Farga amplía la actividad industrial y crea La Farga Rod, una planta de colada continua para fabricar alambrón a partir de cobre de cátodo. La Farga Tub amplía las instalaciones con una nueva nave y maquinaria para introducirse en el mercado de aire acondicionado. En 2008 se convirtió en la primera compañía industrial catalana en alcanzar el bicentenario.
Con motivo de la celebración, se inaugura el Museo del Cobre de la Fundación La Farga. Se editan cuatro libros, dos sobre la historia de la empresa, uno sobre la historia del cobre y un libro catálogo del Museo. La conmemoración de los 200 años de la empresa culmina con diversos actos culturales y festivos, y con un simposio tecnológico internacional para celebrar los primeros veinte años de la joint venture con la compañía Continuus Properzi, SpA. Uno de los actos que fue la Cena de Gala la empresa tubo de invitados de honor a los Príncipes de Astúrias y de Girona. Para estos actos se editaron diferentes libros: “Soluciones en cobre desde 1808”, El coure: un conductor de la història” y los dos volúmenes de ““El Coure” que contiene dos volúmenes: “El Coure: Producció i consum a l’era industrial” y “El coure: La Farga Lacambra (1808-2007) un estudi socioeconòmic” escritos por Pere Pascual y Jordi Nadal. 
En 2009 La Farga Lacambra especializa su producción en productos de cobre de altas prestaciones a través de las distintas aleaciones con cobre. Además también nace La Farga Intec, la empresa que se dedica a la venta de tecnología del reciclaje del cobre y a la expansión. En 2010 La Farga se expansiona creando juntamente con un socio local una empresa en China: Ganzhou Jiangwu La Farga, una empresa para abastecer producto ferroviario en todo el territorio asiático. 
En 2011 se crea en Estados Unidos de América, SDI La Farga, para la elaboración de alambrón reciclado de cobre. En este mismo año también inicia su actividad otra empresa creada entre La Farga Tub y un distribuidor francés, La Farga Tub France, para suministrar tubería de cobre en todo Francia. Para presentar la expansión de la empresa el 12 de mayo de 2011 se presentaron y contó con la presencia del Sr. Artur Mas, el presidente de La Generalidad de Cataluña.
En 2014 consigue tres de las grandes obras ferroviarias de alta velocidad que requieren de un alto contenido tecnológico lo que le permite duplicar su capacidad productiva en electrificación ferroviaria. También se renueva el horno de refinación con tecnología propia patentada que le beneficia con ahorro energético, mayor productividad y máxima eficiencia. El holding adquiere el 100% de La Farga Tub France.
En 2016 muere Vicente Fisas Comella, presidente de La Farga durante 35 años y fundador de La Fundació La Farga. Oriol Guixà asume el cargo de presidente y consejero delegado.
En 2017 Inka Guixà es nombrada nueva directora general de La Farga. En 2018 la empresa inaugura una nueva línea de producción de colada continua de cobre con un aumento de la capacidad de producción del 33%. Ese mismo año la compañía lleva a cabo una reorganización empresarial para unificar todas las sociedades mercantiles del grupo metalúrgico en una única, La Farga Yourcoppersolutions SA, fusionando las compañías Corporación Metalúrgica Catalana, La Farga Lacambra, La Farga Tub, La Farga Rod, La Farga Tertub AIE, Hidroelèctrica del Voltregà, La Farga Intec y Metalúrgica Catalana.
En 2018 alcanzó las 206.851 toneladas de cobre vendidas, con 2.049 millones de euros de facturación y una plantilla de 448 empleados.

## Reconocimientos
La empresa ha recibido galardones por su actividad en relación con el medio ambiente, como el Premio de Medio Ambiente por La Generalidad de Cataluña por su sistema de depuración de humos (2009), pero también por su emprendimiento; en 2012 recibió el premio Antoni Caparrós de la Universidad de Barcelona y la Fundació Bosch i Gimpera al mejor proyecto empresarial de transferencia de conocimiento y tecnología. En referencia a la calidad, el centro AENOR de Cataluña premió a La Farga en 2018 por su constante compromiso en todas sus plantas productivas con el Sistema de Gestión Certificado por AENOR. Además, el liderazgo de los directivos de La Farga también ha sido reconocido; en 2013 Oriol Guixà, presidente de La Farga, recibió el Premio a la Mejor Trayectoria Empresarial de la publicación Actualidad Económica y en 2018, FIDEM premió a Inka Guixà, directora general de La Farga, en la categoría de empresa familiar. 
Desde el año 2006 La Farga está adherida al Pacto Mundial de las Naciones Unidas (Global Compact), lo que supone la adaptación de sus principios de conducta y acción en materia de derechos humanos, trabajo, medio ambiente y lucha contra la corrupción y el soborno. Además, la compañía es miembro de las principales asociaciones vinculadas con el cobre o el metal, como el Centro Español de Información del Cobre, el European Copper Institute, La Confederación Española de Organizaciones Empresariales del Metal (Confemetal), la Unión Nacional de Industrias del Cobre (UNICOBRE) o el International Wrought Copper Council, así como de instituciones como el Boureau of International Recycling. 

## Actividad empresarial e industrial
Las soluciones innovadoras requieren el desarrollo constante de nuevos productos y materiales, por lo que La Farga investiga continuamente las prestaciones que ofrece el cobre y mejora sus productos adaptándose a las necesidades del mercado gracias a la explotación de tecnologías alternativas y emergentes. Es por ello que La Farga trabaja con distintas universidades, ingenierías y centros tecnológicos. 
A partir del traslado de las investigaciones a la actividad industrial, La Farga ha hecho importantes avances en tecnología de proceso y refino, productos y procesos, los cuales se han consolidado en un gran número de patentes.
Los mercados principales para los que trabaja la compañía son:

### Mercado eléctrico
La Farga tiene una amplia gama de alambrón de cobre para el mercado eléctrico; hilo de cobre Cu-FRHC obtenido mediante colada continua, alambrón de cobre electrolítico Cu-ETP1, alambrón de cobre libre de oxígeno de alta conductividad y alambrón de cobre aleado (magnesio, estaño y plata).

### Mercado de envases metálicos
Los envases metálicos como los que contienen conservas alimenticias o de cosmética, entre otros, se fabrican con un hilo de cobre polimicroaliado que interviene en su soldadura. 

### Mercado ferroviario
La Farga suministra los materiales habituales para la electrificación del sector ferroviario, como cobre, cobre estaño, cobre plata y cobre magnesio para líneas convencionales de metro, tranvía y de alta velocidad.
Algunos ejemplos de la experiencia de La Farga en el sector ferroviario son la electrificación de las líneas  Meca – Medina (Arabia Saudí), Xianxiang - Rizhao (China), Ankara - Estambul (Turquía), LGV Morocco (Marruecos), Tours -Bordeaux “LGV Sea” (Francia), Barcelona – Figueras (España), Olmedo - Orense (España), EDFV (India) o la electrificación de la red ferroviaria de Israel. Para el proyecto de la India, por ejemplo, en 2016 La Farga suministró unos 2.000 kilómetros de conductores de cobre para los 343 kilómetros de nuevas vías de tren en el país.   

### Mercado de tuberías y macizos
La Farga ofrece una amplia gama de tubos de cobre para la conducción de agua sanitaria, gas, calefacción, energía solar térmica, para refrigeración, aire acondicionado, gases medicinales y vacíos, y para usos industriales. También produce cilindros de cobre que se utilizan para la producción de tubos de cobre, barras, perfiles y pletinas.

## Fundación La Farga y Museo del Cobre
En 2004 la compañía creó la Fundación La Farga con un ámbito de actuación centrado en el entorno más cercano; la comarca de Osona, el Ripollés y el Moyanés. La Fundación promueve iniciativas en tres áreas; social, cultural y formativa. En el ámbito cultural destaca la inauguración, en el 2008, del Museu del Coure, con motivo de la celebración del bicentenario del nacimiento de la compañía. Es un espacio de divulgación del papel del cobre en el pasado, presente y futuro, ubicado en la sede de la empresa, en un antiguo edificio modernista de principios del siglo XX. En el ámbito formativo, desde 2006 destina parte de sus fondos a través de becas para la formación de la familia empresaria, trabajadores e hijos de trabajadores de La Farga y habitantes de Les Masies de Voltregà y Sant Joan de les Abadesses.    